# David Lynn
David Anthony Lynn (* 20. Oktober 1973 in Billinge, England) ist ein britischer Profigolfer der European Tour und hat seit 2013 auch die volle Spielberechtigung auf der PGA Tour.

## Leben
Nach dem Gewinn der Griechischen Amateurmeisterschaften 1994 (mit acht Schlägen Vorsprung auf David Howell) wurde er im Jahr darauf Berufsgolfer.
Lynn bespielte ab 1996 die Challenge Tour und schaffte nach der zweiten Saison den Aufstieg in die European Tour. Er konnte sich dort zunächst nicht behaupten, qualifizierte sich aber über die Tour School im Herbst 1999 erneut. Seit der Saison 2000 ist er ein sehr beständiges Mitglied dieser großen europäischen Turnierserie, wo er 2004 seinen ersten Sieg, bei den KLM Open, feiern konnte und im Laufe der Jahre zahlreiche Spitzenplatzierungen erreichte. Lynns bestes Ranking im Race to Dubai ist ein 18. Platz im Jahr 2012.

## European Tour Siege
- 2004 KLM Open
- 2013 Portugal Masters

## Andere Turniersiege
- 1997 Team Erhverv Danish Open (Challenge Tour)

## Resultate bei Major Championships
| Tournament        | 2003 | 2004 | 2005 | 2006 | 2007 | 2008 | 2009 | 2010 | 2011 | 2012 | 2013 | 2014 | 2015 |
| ----------------- | ---- | ---- | ---- | ---- | ---- | ---- | ---- | ---- | ---- | ---- | ---- | ---- | ---- |
| Masters           | DNP  | DNP  | DNP  | DNP  | DNP  | DNP  | DNP  | DNP  | DNP  | DNP  | T46  | CUT  | DNP  |
| US Open           | DNP  | DNP  | DNP  | DNP  | DNP  | DNP  | DNP  | DNP  | DNP  | DNP  | DNP  | DNP  |      |
| Open Championship | T53  | DNP  | DNP  | DNP  | DNP  | DNP  | DNP  | DNP  | DNP  | DNP  | CUT  | DNP  |      |
| PGA Championship  | DNP  | DNP  | DNP  | DNP  | DNP  | DNP  | DNP  | DNP  | DNP  | 2    | T22  | DNP  |      |

DNP = nicht teilgenommen

WD = zurückgezogen

CUT = Cut nicht geschafft

„T“ geteilte Platzierung

Grüner Hintergrund für Siege

Gelber Hintergrund für Top 10

## Teilnahme an Mannschaftsbewerben
- Seve Trophy (für GB & Irland): 2013